# 1542 en philosophie
Chronologie de la philosophie
- 1538
- 1539
- 1540
- 1541
- 1542
- 1543
- 1544
- 1545
- 1546

L’année 1542 a été marquée, en philosophie, par les événements suivants :

## Publications
- Pierre de La Place : Paraphrase de quelques titres des Institutes, Paris, 1542.

## Naissances
- Antonio Persio (né en 1542 à Matera, mort le 11 février 1612 à Rome) est un philosophe et un prêtre italien.

- Philologue et humaniste, né à Brück (Bohême) en 1542, mort à Augsbourg le 25 novembre 1626[1], Jacobus Pontanus entra dans l'ordre des jésuites, se livra à l'enseignement des langues anciennes et de la rhétorique, forma un grand nombre d'élèves distingués et composa des ouvrages élémentaires qui, pendant près d'un siècle, furent adoptés dans l'enseignement.